# Michele Gordigiani

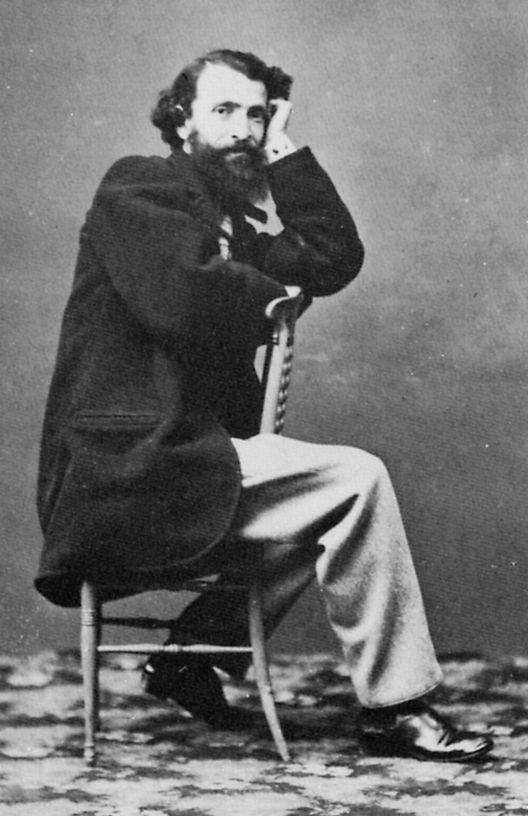
Michele Gordigiani auf einem Foto der Gebrüder Alinari

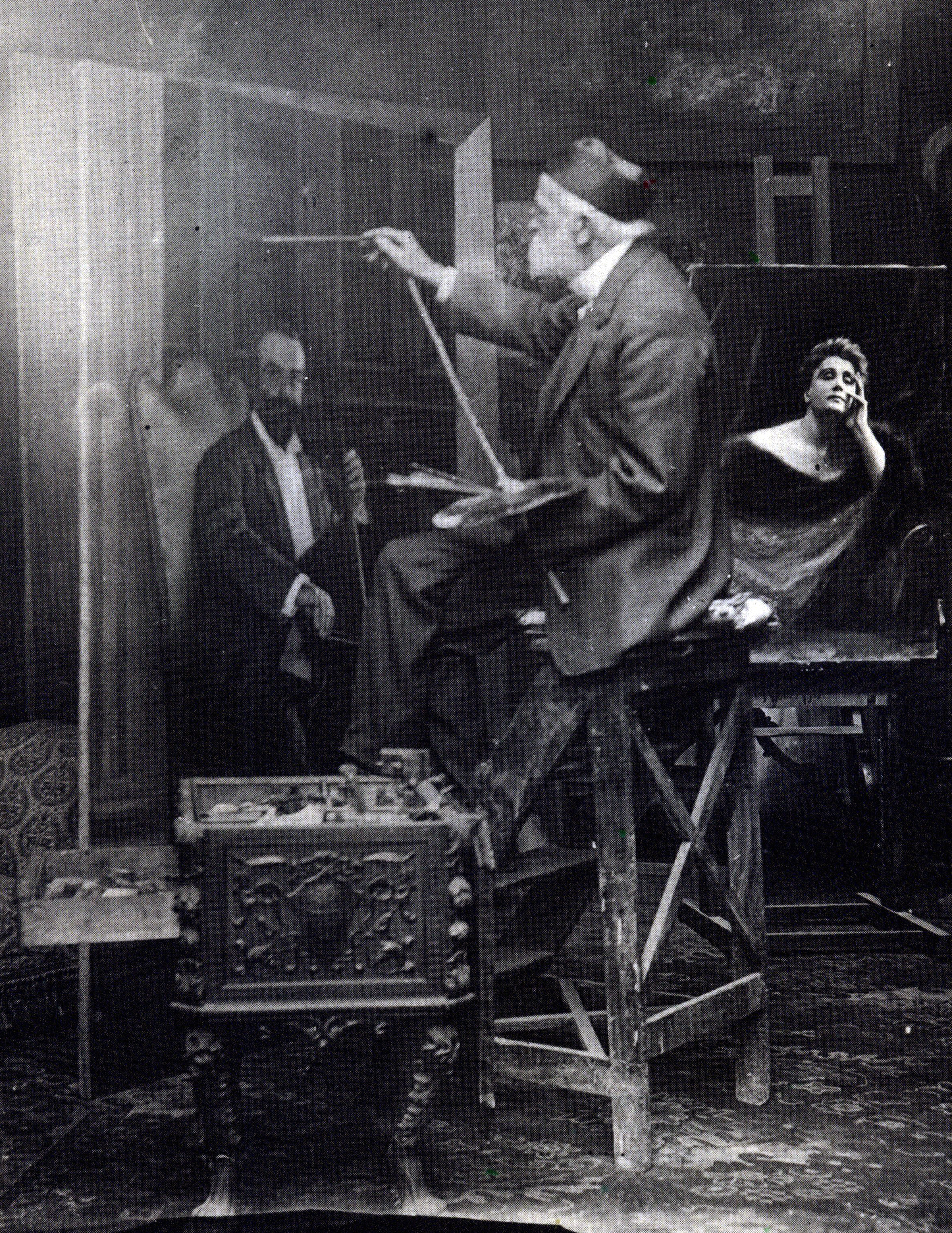
Michele Gordigiani malt Robert von Mendelsson Porträt.

Michele Gordigiani (* 25. Mai 1835 in Florenz; † 7. Oktober 1909 ebenda) war ein italienischer Porträtmaler.

## Leben
Michele Gordigiani war ein Sohn des Komponisten Luigi Gordigiani. Er absolvierte seine Ausbildung in Florenz und orientierte sich dabei an Luigi Mussini. Nach Abschluss seines Studiums eröffnete er ein Porträtstudio in Florenz. 1861 wurde er offizieller Bildnismaler des Königreichs Italien, 1865 wurde er Ritter und Mitglied der Akademie in Florenz. Michele Gordigianis Sohn Eduardo wurde ebenfalls Maler. An Gordigianis Haus am Piazzale Donatello 25 in Florenz erinnert eine Gedenktafel an den Maler.

## Werke

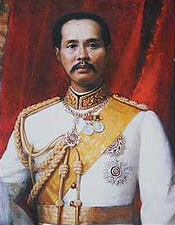
König Chulalongkorn von Thailand

In der Londoner National Portrait Gallery befinden sich mehrere Werke Gordigianis; mindestens ein weiteres gehört zur Sammlung in der Galleria Rinaldo Carnielo in Florenz. Im Kirchenkunstmuseum San Francesco in Greve in Chianti befindet sich ein Bild der St. Rose, das Gordigiani zugeschrieben wird. Ein Porträt des Andrea Maffei ist in Riva am Gardasee zu sehen. Es stammte aus der Sammlung Maffeis, die dieser der Familie de Lutti vererbte.
1867 porträtierte er in London Königin Victoria und Prinzgemahl Albert. 1897 ließ sich der thailändische König während eines Europabesuchs von Gordigiani malen.
Michele Gordigianis Tochter Giulietta heiratete den Berliner Bankier Robert von Mendelssohn und wurde die Mutter von Eleonora und Francesco von Mendelssohn. Eleonora von Mendelssohn gelang es während der Zeit des Nationalsozialismus, zwei von ihrem Großvater angefertigte Kopien von Bildern, die damals Rembrandt zugeschrieben wurden, statt der Originale in Deutschland deponiert zu lassen und die echten Bilder nach Basel zu schaffen. Nachdem ein Cousin aus Angst, dieser Tausch könne entdeckt werden, dagegen protestiert hatte, wurden die wertvollen Gemälde nach Deutschland zurückgebracht. Gordigianis Tochter fühlte sich später gezwungen, die beiden Originale zu verkaufen, die bis heute nicht in den Familienbesitz zurückgekehrt sind.